# Соколов, Юрий Матвеевич
Юрий Матвеевич Соколов (1889—1941) — русский и советский фольклорист и литературовед, академик АН УССР (1939).

## Биография
Родился 7 апреля (19 апреля по новому стилю) 1889 года в Нежине Черниговской губернии в семье профессора русской словесности Нежинского историко-филологического института им. князя А. А. Безбородко — М. И. Соколова, брат-близнец Б. М. Соколова.
Обучался в 10-й Московской мужской гимназии. В 1906 году вместе с братом поступил на историко-филологический факультет Московского университета. Уже во время учёбы, в 1908—1909 годах, также вместе с братом, был командирован в Белозерский и Кирилловский уезды Новгородской губернии для сбора фольклорно-этнографического материала. После окончания университета в 1911 году, Юрий Соколов был оставлен для подготовки к профессорскому званию.
С 1911 г. Соколов вёл преподавательскую работу в ряде московских частных гимназий — Е. В. Констан, О. А. Виноградовой, Ю. П. Бесс, М. Г. Брюхоненко, Реальном училище Н. Г. Бажанова. Принимал участие в работе 1-го Всероссийского съезда преподавателей русского языка и литературы средних школ, участвовал в разработке программ и методик использования фольклора в школе. Он читал лекции и вел практические занятия и семинары по народному творчеству и литературе в Московской консерватории (в 1913—1924 годах), Московском городском народном университете (в 1916—1920 годах), Московской военно-педагогической академии (в 1920—1921 годах), в Государственном институте слова (в 1920—1925 годах), Высшем литературно-художественном институте им. В. Я. Брюсова (в 1923—1925 годах), Институте народов Востока (в 1926—1930 годах).
С 1 февраля 1914 г. Ю. М. Соколов работал в библиотеке Императорского Российского исторического музея — младшим помощником библиотекаря, затем библиотекарем.
В 1918—1922 гг. — сотрудник Московского отделения Отдела научных библиотек Наркомпроса, участвовал в организации сети академических библиотек в стране, выработке концепции их деятельности, в пополнении их фондов за счет национализированных частных книжных собраний. Благодаря активной деятельности Ю. М. Соколова наиболее ценные книжные коллекции и экземпляры направлялись в Исторический музей.
С 1919 года Юрий Соколов был приват-доцентом и профессором факультета общественных наук Московского университета, а также профессором Тверского института народного образования (в 1919—1930 годах). Действительный член Государственной академии художественных наук с 1922 года.
С 1919 г. Юрий Матвеевич — заведующий читальным залом Библиотеки Исторического музея, с 1922 г. — заведующий библиотекой. С 1928 г., после утверждения нового положения о библиотеке, становится ее первым директором. Благодаря налаженной им работе читального зала библиотека становится популярной среди московского студенчества и молодых ученых.
Освобожден от занимаемой должности с 10 июля 1929 г. в результате конфликта с руководством музея — директором П. Н. Лепешинским, его заместителем по научной части Ю. К. Милоновым и членами правления, требовавшими немедленного перераспределения неразобранных книжных фондов.
После ухода из Исторического музея деятельность Ю. М. Соколова была связана исключительно с фольклористикой. В 1933 году организовал секцию фольклора при Союзе писателей.
В 1936 году по представлению Московского института философии, литературы и истории Соколов был аттестован как доктор литературоведения без защиты диссертации.
Здесь им в 1938 году была организована кафедра фольклора, которая позже была переведена в Московский университет.
В 1938 году Юрий Матвеевич был введен в Учёный совет Института фольклора Украинской Академии наук.
В 1939 году он был избран академиком АН УССР и директором Института фольклора АН УССР (1939), но продолжал жить в Москве в здании Исторического музея на Красной площади, 2.
Умер 15 января 1941 года в Киеве сразу же после произнесения речи на торжественном заседании Украинской Академии наук. Похоронен в Москве на Новодевичьем кладбище вместе с братом (участок №2, ряд 28, место 14).

## Личная жизнь
Был женат на Зое Семеновне Ковганкиной (1891—1961), после развода с которой в августе 1923 г. женился на литературоведе и переводчике В. А. Дынник-Соколовой (1898—1979).
Дети от первого брака — Игорь Юрьевич Соколов (1912—1990), химик, кандидат технических наук и Нина Юрьевна Соколова (1916—1995), доктор биологических наук.

## Архив
Обширный фонд Ю.М. Соколова и его брата Б.М. Соколова хранится в Российском государственном архиве литературы и искусства. Он насчитывает 3734 единицы хранения за 1780–1940 гг. Среди них рукописи, письма, деловая и личная документация, статьи и исследования по вопросам фольклора, этнографии и литературы, а также отчёты экспедиций по сбору фольклора и фольклорные материалы Енисейской, Казанской, Новгородской, Орловской, Пермской, Полтавской, Псковской, Рязанской и др. губерний и областей.